# マツヨイグサ
マツヨイグサ（待宵草、学名: Oenothera stricta）は、アカバナ科マツヨイグサ属の一年草。南米原産。日本では帰化植物の一つとされる。中国名も待宵草。

## 分布
原産地は南アメリカ。
日本へは嘉永年間（1848 - 1853年）に船来し、当初観賞用として植えられていたが、のちに逸出して野生化した。大正から昭和初期にかけては、北海道及び本州以南の各地に分布。昭和30年代に同属のオオマツヨイグサ O. erythrosepala とともに空き地などに大群落を形成した。しかし近年はこれも同属のメマツヨイグサ O. biennis に押され、姿を見る機会は減った。

## 形態・生態
二年草。草丈は30 - 90センチメートル (cm) になる。茎は紫褐色に染まることが多く、まばらに毛が生える。葉は濃緑色で、白い中央脈が目立つ。葉縁にはまばらな波状の鋸歯がある。
花は無柄で子房下位。花弁は4個、花色が黄色で、花径は約3 cm程度である。花は萎れると赤く変化する。夕方に花径3 - 5 cm位の黄色い花を咲かせ、翌日の朝には黄赤色に変わってしぼんでしまう一日花。子房は円柱形で基部が細まり、果時には長さ2.8 cm、浅い4本の溝がある。萼は下部が2 - 4 cmの筒形になり、萼片が4個つく。熟した果実は4片に裂けて、裂片は著しく反り返り、中から種子が現れる。種子は長さ1.5ミリメートル (mm) で角張らずに滑らかである。
オオマツヨイグサ（O. erythrosepala）と似た環境に自生するので紛らわしいが、オオマツヨイグサに較べ丈が低く、葉が細いことから区別できる。